# StEG Koritschan
A KORITSCHAN egy háromcsatlós szertartályos gőzmozdonya volt az Államvasút Társaságnak (Staatseisenbahn-Gesellschaft, StEG) és a Nemotitz–Koritschan HÉV vonalon teljesített szolgálatot.

## Története
A mozdonyt 1907-ben gyártotta a Floridsdorfi Mozdonygyár 1770 gyári számon. 1909-ben (a StEG államosításakor – a ford. megjegyzése) a Császári és Királyi Osztrák Államvasutak (k.k. Staatsbahnen, kkStB) mint a 462 sorozat egyetlen tagját, 462.01 pályaszámmal látta el.
Az első világháború után a Csehszlovák Államvasutakhoz került (ČSD), ahol 302.001 pályaszámot kapott. Továbbra is az eredeti vonalon üzemelt és először a  második világháború után állították le. 1950 júliusában újra üzembe állították, majd rövidesen végleg selejtezték.

## Műszaki jellemzők
A mozdony belsőkeretes volt az akkori háromcsatlós Hév mozdonyoknak megfelelően. Szokatlan volt a viszonylag nagy fűtőfelület és az akkor már elavult excenteres Allan-Ttrick vezérlés. A mozdonyt egyszemélyes kiszolgálásra tervezték. A gőzsíp helyett gőzcsengőt helyeztek el a vezetőfülke tetején.
A gőzdómon - amely az első kazánövre került - két rugóterhelésű biztonsági szelep volt. Mögött volt található a homokozóláda. Csak a második kerékpár volt homokolva. A mozdony és vonat kocsijainak fékezésére a mozdonyt légnyomásos fékkel látták el.
A széntartó valószínűleg a vezetőfülkében volt. A mozdony víztartályára vonatkozóan nincs információ. Feltehetően a víztartály a kazán alá a keretek közé került.
A tágas fülkén volt egy hátsó ajtó az átjáráshoz.

## Fordítás
Ez a szócikk részben vagy egészben  a   kkStB 462 című német Wikipédia-szócikk fordításán alapul.  Az eredeti cikk szerkesztőit annak laptörténete sorolja fel. Ez a jelzés csupán a megfogalmazás eredetét és a szerzői jogokat jelzi, nem szolgál a cikkben szereplő információk forrásmegjelöléseként.